# Joan Josep Pérez Benlloch
Joan Josep Pérez Benlloch (Moixent, la Costera, 1936) és un periodista valencià. Va estar vinculat de jove al Partit Socialista Valencià i fou un dels creadors dels GARS i del PSPV el 1974. Ha col·laborat amb la Universitat Catalana d'Estiu i ha participat en algunes de les conferències dels Premis Octubre. Ha dirigit els periòdics Primera Página, Diario de Valencia i Noticias al Día, ha estat corresponsal de Tele/eXpres i La Vanguardia, i ha publicat una autobiografia sota el títol Al cierre. Del 1987 al 1997 ha estat redactor del diari Levante i posteriorment a El Temps i a El País.